# Mouvement circulaire non uniforme
Le mouvement circulaire non uniforme caractérise le déplacement d'un point matériel dont la trajectoire dans le référentiel considéré est un cercle et dont la vitesse n'est pas constante en valeur (ni en direction : le vecteur vitesse étant par définition tangent à la trajectoire, ici circulaire, il prend à chaque instant une direction différente). La vitesse angulaire autour du centre du cercle est alors non constante.

## Équations de mouvement
On se place dans le cas d'un mouvement dans le plan (x, y).
Considérons un point matériel M ayant un mouvement circulaire non uniforme de centre C(xC, yC), de rayon r et θ l'angle que fait le vecteur {\displaystyle {\overrightarrow {\mathrm {CM} }}} avec l'axe des x. Ses coordonnées suivent une équation paramétrique
{\displaystyle \left\{{\begin{matrix}x_{\mathrm {M} }=x_{\mathrm {C} }+r\cdot \cos \theta (t)\\y_{\mathrm {M} }=y_{\mathrm {C} }+r\cdot \sin \theta (t)\end{matrix}}\right.}.
Sa vitesse angulaire ω est non constante et son accélération angulaire est non nulle :
{\displaystyle \left\{{\begin{array}{l}\alpha (t)={\ddot {\theta }}(t)\neq 0\\\omega (t)={\dot {\theta }}(t)\neq \mathrm {constante} \\\theta (t)=\int _{t_{0}}^{t}\omega (u)du+\theta _{0}\end{array}}\right.}
Le vecteur vitesse a une norme non constante valant
{\displaystyle \|{\vec {v}}(t)\|=\omega (t)\cdot r}
ou encore
{\displaystyle \omega ={\frac {v(t)}{r}}}.
L'accélération normale {\displaystyle {\vec {a}}_{\mathrm {n} }} (ou accélération centripète) est non constante et vaut
{\displaystyle a_{\mathrm {n} }={\frac {v^{2}}{r}}}
et l'accélération tangentielle est non nulle et vaut:
{\displaystyle a_{\mathrm {t} }=r\cdot \alpha \neq 0}